# Sun-Yung Alice Chang
Sun-Yung Alice Chang, kinesiska: 張聖容; pinyin: Zhāng Shèngróng, är en taiwanesisk-amerikansk matematiker som är född 1948 i Xi'an, i Shaanxi-provinsen i nordvästra Kina. Hon är specialiserad inom discipliner av matematisk analys med en spännvidd från harmonisk analys och partiella differentialekvationer till differentialgeometri. Chang upprätthåller en professur i matematik vid Princeton University i New Jersey i USA.

## Biografi
Chang föddes i Xi'an i nordvästra Kina, men växte upp på Taiwan, sedan hennes familj flyttat kort efter att Kina blivit kommunistiskt 1949. Hon erhöll sin kandidatexamen vid National Taiwan University 1970 och doktorerade vid University of California, Berkeley 1974. Vid Berkeley skrev Chang en avhandling inom komplex analys. Hon blev professor vid University of California, Los Angeles (UCLA) 1980 och flyttade 1998 till New Jersey och en anställning vid Princeton University.

## Karriär och forskning
Changs forskning rör studiet av geometriska former för icke-linjära partiella differentialekvationer och problem inom isospektral geometri. Tillsammans med bland andra sin make, Paul C. Yang, har hon bidragit till utvecklingen av differentialekvationer inom geometrin och topologin.
1995 erhöll Chang American Mathematical Society utmärkelse Ruth Lyttle Satter Prize in Mathematics som delas ut vart annat år till en kvinna som gjort enastående forskningsresultat inom matematiken. Motiveringen löd:
| ” | För hennes djupgående bidrag inom studiet av partiella differentialekvationer gällande riemannmångfalder och i synnerhet för hennes arbete med extrema problem inom spektralgeometri och isospektral metrik i 3-dimensionell rymd. | „ |

Sedan 1998 undervisar Chang vid Princeton University. Dessförinnan var hon gästföreläsare vid University of California-Berkeley och ETH i Zürich i Schweiz. Hon var också gästprofessor vid ETH 2015.
2004 blev Chang intervjuad av Yu Kiang Leong för Creative Minds, Charmed Lives: Interviews at Institute for Mathematical Sciences, National University of Singapore. Då deklarerade hon:
| ” | I den matematiska samfälligheten bör vi lämna utrymme för människor som vill arbeta efter eget huvud. Matematisk forskning är inte bara en vetenskaplig disciplin; matematiken är ofta granne med konsten. Därför bör utrymme lämnas för individualister, som går sin egen väg. Det bör uppskattas, så att det finns utrymme för både ensamma forskare och samarbeten i mindre och större forskargrupper. | „ |

Changs liv skildrades 2017 i dokumentärfilmen Girls who fell in love with Math.

## Publikationer
- Chang, Sun-Yung A.; Yang, Paul C. Conformal deformation of metrics on {\displaystyle S^{2}}. J. Differential Geom. 27 (1988), nr 2, 259–296.
- Chang, Sun-Yung Alice; Yang, Paul C. Prescribing Gaussian curvature on {\displaystyle S^{2}}. Acta Math. 159 (1987), nr 3–4, 215–259.
- Chang, Sun-Yung A.; Yang, Paul C. Extremal metrics of zeta function determinants on 4-manifolds. Ann. of Math. (2) 142 (1995), nr 1, 171–212.
- Chang, Sun-Yung A.; Gursky, Matthew J.; Yang, Paul C. The scalar curvature equation on 2- and 3-spheres. Calc. Var. Partial Differential Equations 1 (1993), nr 2, 205–229.
- Chang, Sun-Yung A.; Gursky, Matthew J.; Yang, Paul C. An equation of Monge-Ampère type in conformal geometry, and four-manifolds of positive Ricci curvature. Ann. of Math. (2) 155 (2002), nr 3, 709–787.
- Chang, S.-Y. A.; Wilson, J. M.; Wolff, T. H. Some weighted norm inequalities concerning the Schrödinger operators. Comment. Math. Helv. 60 (1985), nr 2, 217–246.
- Carleson, Lennart; Chang, Sun-Yung A. On the existence of an extremal function for an inequality of J. Moser. Bull. Sci. Math. (2) 110 (1986), nr 2, 113–127.
- Chang, Sun-Yung A.; Fefferman, Robert Some recent developments in Fourier analysis and {\displaystyle H^{p}}-theory on product domains. Bull. Amer. Math. Soc. (N.S.) 12 (1985), nr 1, 1–43.
- Chang, Sun-Yung A.; Fefferman, Robert A continuous version of duality of {\displaystyle H^{1}} with BMO on the bidisc. Ann. of Math. (2) 112 (1980), nr 1, 179–201.